# Rábaszentmihály
Rábaszentmihály è un comune di 514 abitanti situato nella contea di Győr-Moson-Sopron, nell'Ungheria nordoccidentale.